# یوکی اوساوا
یوکی اوساوا (ژاپنی: 大澤 雄樹؛ زادهٔ ۷ آوریل ۱۹۸۳) یک بازیکن فوتبال اهل ژاپن است.
از باشگاه‌هایی که در آن بازی کرده‌است می‌توان به باشگاه فوتبال ریوکیو اشاره کرد.